# Vörhenyes jégmadár
A vörhenyes jégmadár (Ceyx erithaca) a madarak osztályának szalakótaalakúak (Coraciiformes) rendjébe és a jégmadárfélék (Alcedinidae) családjába tartozó faj.

## Rendszerezése
A fajt Carl von Linné svéd természettudós, orvos és botanikus írta le 1758-ban, az Alcedo nembe Alcedo erithaca néven. Használták a Ceyx erithacus és a Ceyx rufidorsa nevet is.

## Alfajai
- Ceyx erithaca erithaca - India, Srí Lanka, Kína déli része, az Indokínai-félsziget, a Maláj-félsziget és Szumátra
- Ceyx erithaca macrocarus - az Andamán- és Nikobár-szigetek
- Ceyx erithaca motleyi - Jáva, Bali, Lombok, Sumbawa, Flores, Borneó és a Fülöp-szigetek
- Ceyx erithaca rufidorsa vagy Ceyx rufidorsa

## Előfordulása
Dél- és Délkelet-Ázsiában, Banglades, Bhután, Brunei, a Fülöp-szigetek,  India, Indonézia, Kambodzsa, Kína, Laosz, Malajzia, Mianmar, Szingapúr, Srí Lanka, Thaiföld és Vietnám területén honos. 
Természetes élőhelyei a szubtrópusi és trópusi síkvidéki esőerdők, száraz erdők és mangroveerdők, tavak, folyók és patakok környékén, valamint ültetvények.

## Megjelenés
Testhossza 14 centiméter, testtömege  14-20 gramm.
|  |

## Életmódja
A víz fölött repülve vagy megfigyelőhelyről lesi leendő zsákmányát, majd a vízbe vetve magát fogja meg kisebb gerincesek és rákokból álló táplálékát.

## Szaporodás
Folyók és patakok mentén, a függőleges partszakaszba költőüreget váj.

## Természetvédelmi helyzete
Az elterjedési területe rendkívül nagy, egyedszáma ugyan csökken, de még nem éri el a kritikus szintet. A Természetvédelmi Világszövetség Vörös listáján nem fenyegetett fajként szerepel.